# Milo Yiannopoulos
Milo Yiannopoulos (græsk: Μίλων Γιαννόπουλος, oprindeligt Milo Hanrahan; født 18. oktober 1984 i Kent, England) er en britisk journalist og iværksætter. 
Yiannopoulos grundlagde The Kernel, et online tabloidmagasin om teknologi, som han solgte til Daily Dot Media i 2014. Han blev kendt i offentligheden i slutningen af 2015, da han begyndte at give mediedækning og kommentarer omkring GamerGate-kontroversen. Han var redaktionschef for Breitbart.com, en stærkt højreorienteret nyheds- og opinionshjemmeside i USA, hvor han afløste Steve Bannon, da denne blev leder af Donald Trumps valgkamp i 2016. Men valgte at fratræde posten ved Breitbart efter udtalelser, han selv mener var taget ud af kontekst, der billigede pædofili.

## Tidlige liv
Yiannopoulos voksede op i en middelklassefamilie i Kent. Hans far var græsk, og hans stedfar er arkitekt.